# 2025年の宝塚歌劇公演一覧
本項目では2025年の宝塚歌劇公演一覧について示す。

## 宝塚大劇場公演
宙組
- 1月1日 - 2月2日
- 『宝塚110年の恋のうた』（作・演出／大野拓史）
- 『Razzle Dazzle（ラズル ダズル）』（作・演出／田渕大輔）
- 公演案内

雪組
- 3月12日 - 4月13日
- 『ROBIN THE HERO』（脚本・演出／齋藤吉正）
- 『オーヴァチュア！』（作・演出／三木章雄）
- 公演案内

星組
- 4月19日 - 6月1日
- 『阿修羅城の瞳』（原作／劇団☆新感線「阿修羅城の瞳」（作・中島かずき）　原作演出／いのうえひでのり　潤色・上演台本・演出／小柳奈穂子）
- 『エスペラント！』（作・演出／生田大和）
- 公演案内

花組
- 6月7日 - 7月20日
- 『悪魔城ドラキュラ』～月下の覚醒～（原作／株式会社コナミデジタルエンタテインメント「悪魔城ドラキュラ」シリーズ　脚本・演出／鈴木圭）
- 『愛, Love Revue！』（作・演出／岡田敬二）
- 公演案内

月組
- 7月26日 - 9月7日
- 『GUYS AND DOLLS』（原作／デイモン・ラニヨン　作曲・作詞／フランク・レッサー　脚本／ジョー・スワーリング、エイブ・バロウズ　脚色・演出・訳詞／稲葉太地）
- 公演案内

宙組
- 9月13日 - 10月26日
- 『PRINCE OF LEGEND』（原作・著作・構想／HI-AX　脚本・演出／野口幸作）
- 『BAYSIDE STAR』（作・演出／齋藤吉正）
- 公演案内

雪組
- 11月1日 - 12月14日
- 『ボー・ブランメル～美しすぎた男～』（作・演出／生田大和）
- 『Prayer～祈り～』（作・演出／中村一徳）
- 公演案内

## 東京公演
花組
- 2024年12月7日 - 2025年1月19日
- 『エンジェリックライ』（作・演出／谷貴矢）
- 『Jubilee（ジュビリー）』（作・演出／稲葉太地）
- 公演案内

月組
- 1月25日 - 3月9日
- 『ゴールデン・リバティ』（作・演出／大野拓史）
- 『PHOENIX RISING（フェニックス・ライジング）』－IN THE MOONLIGHT－（作・演出／野口幸作）
- 公演案内

宙組
- 3月15日 - 4月27日
- 『宝塚110年の恋のうた』（作・演出／大野拓史）
- 『Razzle Dazzle（ラズル ダズル）』（作・演出／田渕大輔）
- 公演案内

雪組
- 5月3日 - 6月22日
- 『ROBIN THE HERO』（脚本・演出／齋藤吉正）
- 『オーヴァチュア！』（作・演出／三木章雄）
- 公演案内

星組
- 6月28日 - 8月10日
- 『阿修羅城の瞳』（原作／劇団☆新感線「阿修羅城の瞳」（作・中島かずき）　原作演出／いのうえひでのり　潤色・上演台本・演出／小柳奈穂子）
- 『エスペラント！』（作・演出／生田大和）
- 公演案内

花組
- 8月16日 - 9月28日
- 『悪魔城ドラキュラ』～月下の覚醒～（原作／株式会社コナミデジタルエンタテインメント「悪魔城ドラキュラ」シリーズ　脚本・演出／鈴木圭）
- 『愛, Love Revue！』（作・演出／岡田敬二）
- 公演案内

月組
- 10月4日 - 11月16日
- 『GUYS AND DOLLS』（原作／デイモン・ラニヨン　作曲・作詞／フランク・レッサー　脚本／ジョー・スワーリング、エイブ・バロウズ　脚色・演出・訳詞／稲葉太地）
- 公演案内

宙組
- 11月22日 - 2026年1月4日
- 『PRINCE OF LEGEND』（原作・著作・構想／HI-AX　脚本・演出／野口幸作）
- 『BAYSIDE STAR』（作・演出／齋藤吉正）
- 公演案内

## 宝塚バウホール公演
星組
- 1月24日 - 2月4日
- 『にぎたつの海に月出づ』（作・演出／平松結有）
- 公演案内

花組
- 3月21日 - 4月3日
- 『儚き星の照らす海の果てに』（作・演出／中村真央）
- 公演案内

月組
- 5月10日 - 5月23日
- 『Twinkle Moon』（作・演出／樫畑亜依子）
- 公演案内

雪組
- 8月19日 - 8月31日
- 『ステップ・バイ・ミー』（作・演出／菅谷元）
- 公演案内

星組
- 9月30日 - 10月12日
- 『アレクサンダー』－天上の王国－（原作／赤石路代「アレクサンダー大王　－天上の王国－」（小学館）　脚本・演出／田渕大輔）
- 公演案内

## その他の公演
雪組
- 1月8日 - 1月13日 KAAT神奈川芸術劇場
- 『FORMOSA!!（フォルモサ）』－空想世界の歩き方－（作・演出／熊倉飛鳥）
- 公演案内

星組
- 1月18日 - 1月21日 日本武道館
- 『ANTHEM－アンセム－』（総合演出・ステージ制作／大田高彰（インターグルーヴプロダクションズ）　構成・演出／竹田悠一郎）
- 公演案内

花組
- 3月8日 - 3月30日 博多座
- 『マジシャンの憂鬱』（作・演出／正塚晴彦）
- 『Jubilee（ジュビリー）』（作・演出／稲葉太地）
- 公演案内

月組
- 4月28日 - 5月27日 全国ツアー
- 『花の業平』～忍ぶの乱れ～（作／柴田侑宏　演出／大野拓史）
- 『PHOENIX RISING（フェニックス・ライジング）』－IN THE MOONLIGHT－（作・演出／野口幸作）
- 公演案内

宙組
- 6月14日 - 7月3日 東急シアターオーブ
- 『ZORRO THE MUSICAL』（潤色・演出／谷貴矢）
- 公演案内

宙組
- 6月20日 - 6月29日 KAAT神奈川芸術劇場
- 7月10日 - 7月15日 梅田芸術劇場シアター・ドラマシティ
- 『RED STONE』～悠遠なる叫び～（作・演出・振付／謝珠栄）
- 公演案内

雪組
- 8月14日 - 9月4日 御園座
- 『An American in Paris（パリのアメリカ人）』（潤色・上演台本／石田昌也　演出・訳詞／指田珠子）
- 公演案内

星組
- 9月27日 - 10月24日 全国ツアー
- 『ダンサ セレナータ』（作・演出／正塚晴彦）
- 『Tiara Azul －Destino－（ティアラ・アスール　ディスティーノ）II』（作・演出／竹田悠一郎）
- 公演案内

星組
- 10月21日 - 10月27日 東京建物 Brillia HALL（豊島区立芸術文化劇場）
- 『アレクサンダー』－天上の王国－（原作／赤石路代「アレクサンダー大王　－天上の王国－」（小学館）　脚本・演出／田渕大輔）
- 公演案内

花組
- 11月16日 - 11月24日 東京国際フォーラム ホールC
- 12月1日 - 12月11日 梅田芸術劇場メインホール
- 『Goethe（ゲーテ）!』（日本語脚本・訳詞・演出／植田景子）
- 公演案内

花組
- 11月17日 - 11月23日 梅田芸術劇場シアター・ドラマシティ
- 12月3日 - 12月11日 日本青年館ホール
- 『DEAN』（潤色・演出／谷貴矢）
- 公演案内